# Triarius lividus
Triarius lividus är en skalbaggsart som först beskrevs av J. L. Leconte 1884.  Triarius lividus ingår i släktet Triarius och familjen bladbaggar. Inga underarter finns listade i Catalogue of Life.